# Вукашин Добрасинович
Вукашин Добрасинович (серб. Vukašin Dobrasinović; 15 липня 1964, Беране, Югославія) — чорногорський професійний боксер, що виступав за збірну Союзної Республіки Югославія, призер чемпіонатів світу та Європи серед аматорів.

## Спортивна кар'єра
1987 року на Середземноморських іграх Вукашин Добрасинович зайняв перше місце в категорії до 63, 5 кг, подолавши у фіналі Мішеля Кальдарелла (Італія).
На Олімпійських іграх 1988 переміг в першому бою Борислава Абаджиєва (Болгарія) — 3-2 і програв в другому Адріану Кер'ю (Гаяна) — 1-4.
На чемпіонаті Європи 1989 програв в другому бою Христо Фурнігову (Болгарія).
На чемпіонаті світу 1989 здобув дві перемоги, а у півфіналі програв Ігорю Ружнікову (СРСР) і отримав бронзову медаль.
На чемпіонаті Європи 1991 здобув три перемоги, у тому числі у чвертьфіналі над Христо Фурніговим, а у півфіналі програв Кості Цзю (СРСР) — 6-26.
На чемпіонаті світу 1991 програв в другому бою Мозесу Джеймс (Нігерія).
Вукашин Добрасинович не брав участі в Олімпійських іграх 1992 через накладені на Югославію міжнародні санкції.
1995 року вирішив спробувати свої сили в професійному боксі і протягом 1995—1997 років провів 12 боїв, в яких здобув п'ять перемог та зазнав сім поразок.